# Decimoputzu
Decimoputzu település Olaszországban, Szardínia régióban, Cagliari megyében. Lakosainak száma 4171 fő (2023. január 1.). Decimoputzu Decimomannu, Vallermosa, Villasor, Villaspeciosa és Siliqua községekkel határos.

## Népesség
A település lakossága az elmúlt években az alábbi módon változott:
| Lakosok száma | 4373 | 4356 | 4171 |
|               | 2017 | 2018 | 2023 |